# Northwood Club
De Northwood Club is een countryclub in de Verenigde Staten. De club werd opgericht in 1946 en bevindt zich in Dallas, Texas. De club beschikt over een 18-holes golfbaan en werd ontworpen door de golfbaanarchitect William Diddel.

## Golftoernooien
Het eerste major dat de club ontving was het US Open waar Julius Boros won, in 1952. De lengte van de baan voor het US Open was toen 6280 meter (6868 yards).
- US Open: 1952[1][4]

## Trivia
Naast een golfbaan beschikt de club ook over een zwemcomplex, zestien tennisbanen en een sportcomplex.